# 3055 Annapavlova
3055 Annapavlova eller 1978 TR3 är en asteroid i huvudbältet som upptäcktes den 4 oktober 1978 av den ryska astronomen Tamara Smirnova vid Krims astrofysiska observatorium på Krim. Den har fått sitt namn efter den ryska ballerinan Anna Pavlova.
Asteroiden har en diameter på ungefär nio kilometer och tillhör asteroidgruppen Maria.